# أنديرس آدمسون
أنديرس آدمسون (بالسويدية: Anders Adamson) هو دراج سويدي، ولد في 26 يوليو 1957 في أوربرو في السويد.

## وصلات خارجية
- أنديرس آدمسون على موقع أرشيف الدراجات (الإنجليزية)
- أنديرس آدمسون على موقع إحصائيات الدراجات الإحترافية (الإنجليزية)
- أنديرس آدمسون على موقع أوليمبيديا (الإنجليزية)
- أنديرس آدمسون على موقع اللجنة الأولمبية السويدية (السويدية)